# Pewnie już wiesz
Pewnie już wiesz – utwór polskiej piosenkarki Dody nagrany na jej czwarty solowy album studyjny, Aquaria z 2022 roku. 7 czerwca 2023 został certyfikowany złotem, a 20 września 2023 platyną. 26 czerwca 2023 ukazał się ilustrujący go teledysk w reżyserii Marcina Ziółki.

## Występy telewizyjne z utworem
| Wydarzenie                      | Data             | Transmisja telewizyjna | Źródło |
| ------------------------------- | ---------------- | ---------------------- | ------ |
| Fryderyki 2023                  | 22 kwietnia 2023 | TVN                    | [ 3 ]  |
| LX KFPP w Opolu                 | 9 czerwca 2023   | TVP1                   | [ 4 ]  |
| Doda. Dream show - Aquaria Tour | 3 listopada 2023 | Polsat                 | [ 5 ]  |

## Notowania

### Listy przebojów
| Notowanie                                 | Najwyższa pozycja na liście | Źr.   |
| ----------------------------------------- | --------------------------- | ----- |
| Radio FaMa (Radioaktywna Lista Przebojów) | 1                           | [ 6 ] |
| Radio Zachód (Mniej Więcej Lista)         | 31                          | [ 7 ] |

## Certyfikaty
| Kraj          | Certyfikat      | Sprzedaż |
| ------------- | --------------- | -------- |
| Polska (ZPAV) | platynowa płyta | 50 000+  |